# Cristòfor Crespí de Valldaura i Brizuela
Cristòfor Crespí de Valldaura i Brizuela, també denominat Cristóbal (Sant Mateu, València, 1599-Madrid, Castella, 1672) va ser un jurisconsult i polític valencià, amb importants càrrecs en les institucions reials del regne de València i també a la cort de Madrid durant el regnat de Felip IV i Carles II

## Biografia
Membre d'una família de la petita noblesa valenciana, senyor de Sumacàrcer i Alcúdia de Crespins. Era fill de Francesc Crespí de Valldaura i de Borja, del qual va heretar la comanadoria de l'Orde de Montesa, en la qual la família havia obtingut gran protagonisme i de la qual va convertir-se'n en assessor general el 1644. La seva mare era Joana de Brizuela, filla de Juan de Brizuela, senyor d'Alcoleja i Beniafe.
Va estudiar cànons i dret a la Universitat de Salamanca, on va obtenir el batxillerat el 1620. L'any següent torna a València on aconsegueix la llicenciatura i el doctorat en dret civil per la Universitat de València. Retorna a Salamanca per ampliar els estudis jurídics i allà es doctora el 1627.
En finalitzar els seus estudis, es trasllada novament a València, on va ser catedràtic de la universitat mentre que també inicia una carrera en la judicatura, primer com assessor interí de Batllia i del marquès de los Vélez, virrei del regne, mentre que el 1629 esdevé assessor per als casos civils del viceregent del Governador General, confirmat per Reial Cèdula atorgada a Madrid el 20 d'abril de 1630. El 1631 entra a la Reial Audiència de València com a fiscal, càrrec que ocuparà fins a l'any 1642, període durant el qual el seu currículum augmenta amb càrrecs i comissions de part del rei Felip IV, esdevenint home de confiança del monarca i un dels més reputats i influents juristes del regne de València.
El 1642 esdevenia regent de la Cancelleria del regne, el càrrec màxim que permetia la institució als juristes de la Corona d'Aragó, El 1645 fa un gran paper a les Corts d'Aragó i València, convocades pel monarca i, en finalitzar la Guerra dels Segadors, li va ser atorgat el càrrec de vicecanceller de la Corona d'Aragó. A més, esdevé membre del Consell de Croada ençà de 1646. En qualitat del seu càrrec va formar part de la junta de govern, organitzada per Felip IV, durant la regència de Maria Anna d'Àustria durant la minoria de Carles II.
És obra seva Observationes illustratae decisionibus Sacri Supremi Aragonum Consilii, Supremi Consilii Sanctae Cruciatae et Regiae Audientiae Valentinae (1622-1677), publicada en dos volums, en la qual fa observacions de les decisions dels tres organismes dels quals va ser membre, amb referències al dret civil i criminal aplicat al regne de València, amb algunes comparatives als altres territoris de la corona. Tanmateix, va deixar escrit un diari dels seus darrers vint anys de vida.

### Matrimoni
Cristòfor va casar-se amb Vicenta Calatayud, i va quedar vidu el 1649. El matrimoni va tenir tres fills dels quals només va sobreviure Juana, casada amb Félix Brondo, marquès de Villasidro i senyor d'importants senyories a Sardenya.